# Церковь Николы от Каменной ограды
Храм святителя Николы Чудотворца от Каменной ограды (церковь Николы Каменноградского) — старообрядческий православный храм в Пскове. Памятник истории и культуры федерального значения XVI—XIX веков. Находится в Завеличье, на бывшей Никольской улице. С 1947 года принадлежит старообрядцам поморского согласия.

## Описание
Одноглавый храм со световым барабаном не имеет столпов. Четверик храма имеет почти квадратный план, в алтарной части к нему примыкает полуцилиндрическая апсида. С западной стороны к храму примыкает притвор. Под храмом и притвором расположено подцерковье, имеющее два помещения, которые перекрыты коробовыми сводами. Вход туда с наружной стороны расположен в северной части апсиды. Декоративное убранство состоит из лопаток, разделяющих фасады церкви на три части. Лопатки соединены вверху лопастными арочками. Барабан имеет узор из рядов поребрика и бегунца, на нём сохранились древние щелевидные оконные проемы. Храм построен из известнякового камня с использованием известкового раствора, обмазан и побелен.

### Размеры
Четверик 5,3×5.8 м, притвор 5,4×4.1 м. Согласно обмерам Н. Ф. Окулич-Казарина (1913 год) — длина 4 сажени 2 аршина, ширина 3 сажени 2 аршина, высота до верхнего карниза 3 сажени.

## История
- Никольский Каменноградский монастырь впервые встречается в документах в грамоте XIV—XV веков как расположенный «… на Изборской улице».
- Имеются упоминания в летописях под 1453 годом. В XVI веке монастырь значится расположенным на Рижской дороге с названием «каменная ограда». Завеличье не имело в древности крепостных сооружений и монастырь, расположенный близ большой дороги на подступах к Пскову, в начале XVII века претерпел немало бедствий и разрушений от «литовского разорения» и от шведов.
- В 1692 году предпринята попытка восстановления монастыря на средства Василия Колягина, псковского посадского человека [1].
- В описи 1745 года за монастырем значится 32 приходских двора.
- В описи 1753 года церковь указана как «обветшавшая» каменная, с притвором, крытая тесом с досчатой главой, обитой чешуею. Каменная колокольня имела четыре небольших медных колокола. Иконостас имел четыре яруса, в нём были иконы и древнего письма.
- В 1764 году упразднен Николоградский монастырь, и церковь передана приходу.
- В 1786 году церковь приписана к Паромоуспенской церкви.
- В начале XIX века в клировых ведомостях церковь называется ветхой и поврежденной. В 1817 году упоминается покривившаяся деревянная колокольня. В XIX веке построен деревянный притвор, а восьмискатная кровля переделана в четырёхскатную. В 1830-е годы деревянная колокольня снесена. Были расширены оконные проемы северной и южной стен, в апсиде заложены древние щелевые окна заложены, а центральный проем растесан и заложен.
- В 1888 году проведен ремонт, после которого на паперти повешены два небольших колокола.
- После Октябрьской революции, когда многие памятники архитектуры были взяты государством под охрану, выделялись средства и на ремонт Николоградской церкви. До Великой Отечественной войны она использовалась под склад.
- в 1947 году храм был передан общине старообрядцев Поморского согласия, вместо церкви Василия на Горке, предоставленной этой общине в период оккупации Пскова.
- 1960 год — храм взят под охрану государства, как памятник республиканского значения, согласно Постановлению Совета Министров РСФСР № 1327 от 30 августа

### Церковная жизнь
- С 1947 по 1986 год наставником общины был отец Макарий Аристархович Епифанов. После его смерти до сегодняшнего дня община не имеет своего наставника. Иногда по приглашению приезжают из Санкт-Петербурга — отец Владимир (Шамарин) из церкви на Рыбацком кладбище и другие.
- Председателем Псковской общины старообрядцев Поморского согласия на сегодняшний день является Иванова В. А., за службой следит старейшая представительница общины Иванова М. Г.
- В 2009 году председатель общины обратился к губернатору А. А. Турчаку с просьбой о возвращения единственного сохранившегося старообрядческого храма Покрова Богородицы при домовладении Батова на Завеличье, отнятого у псковичей-поморцев в советское время, занимаемого «Театром кукол»[2].

## Галерея

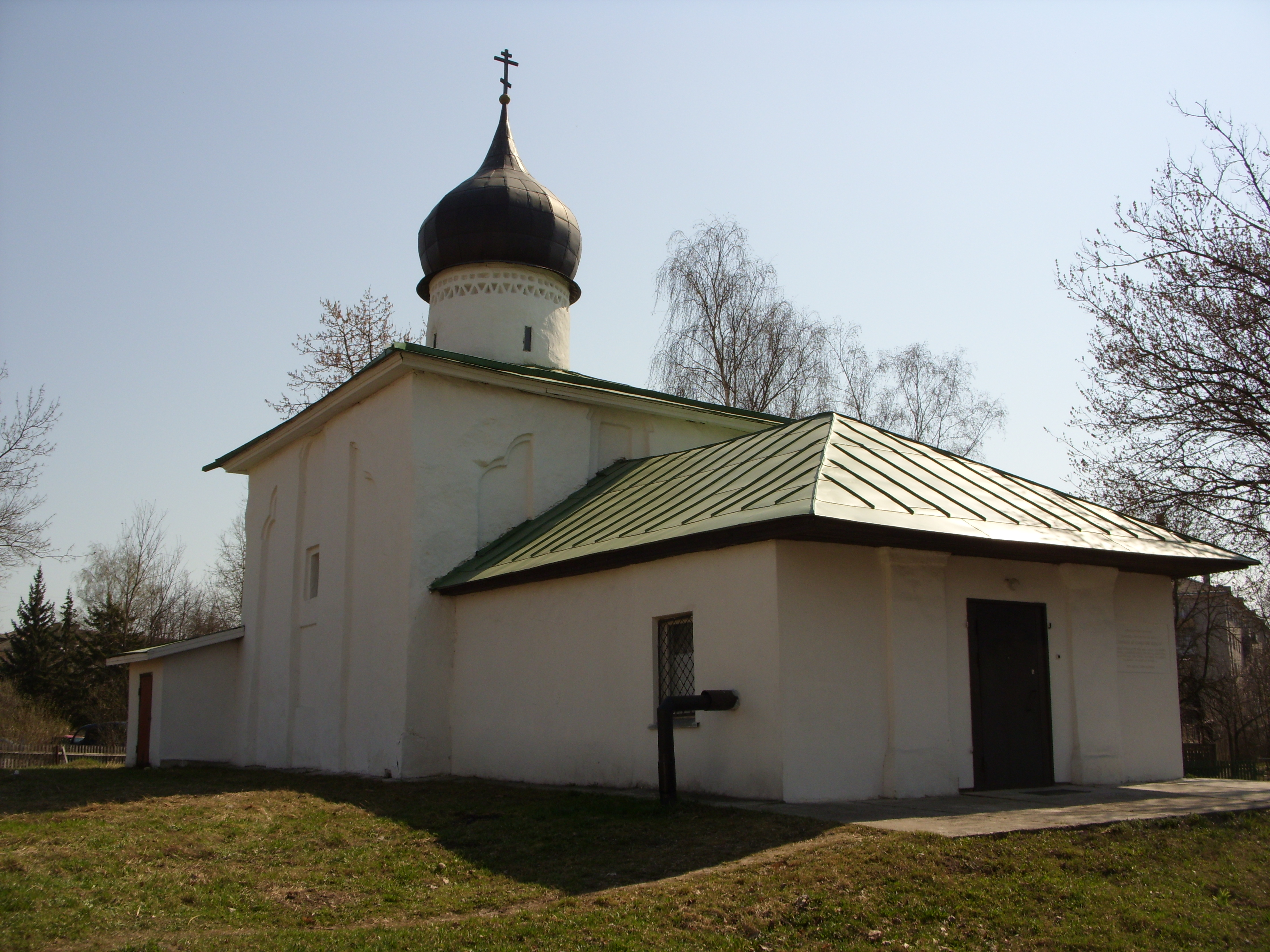
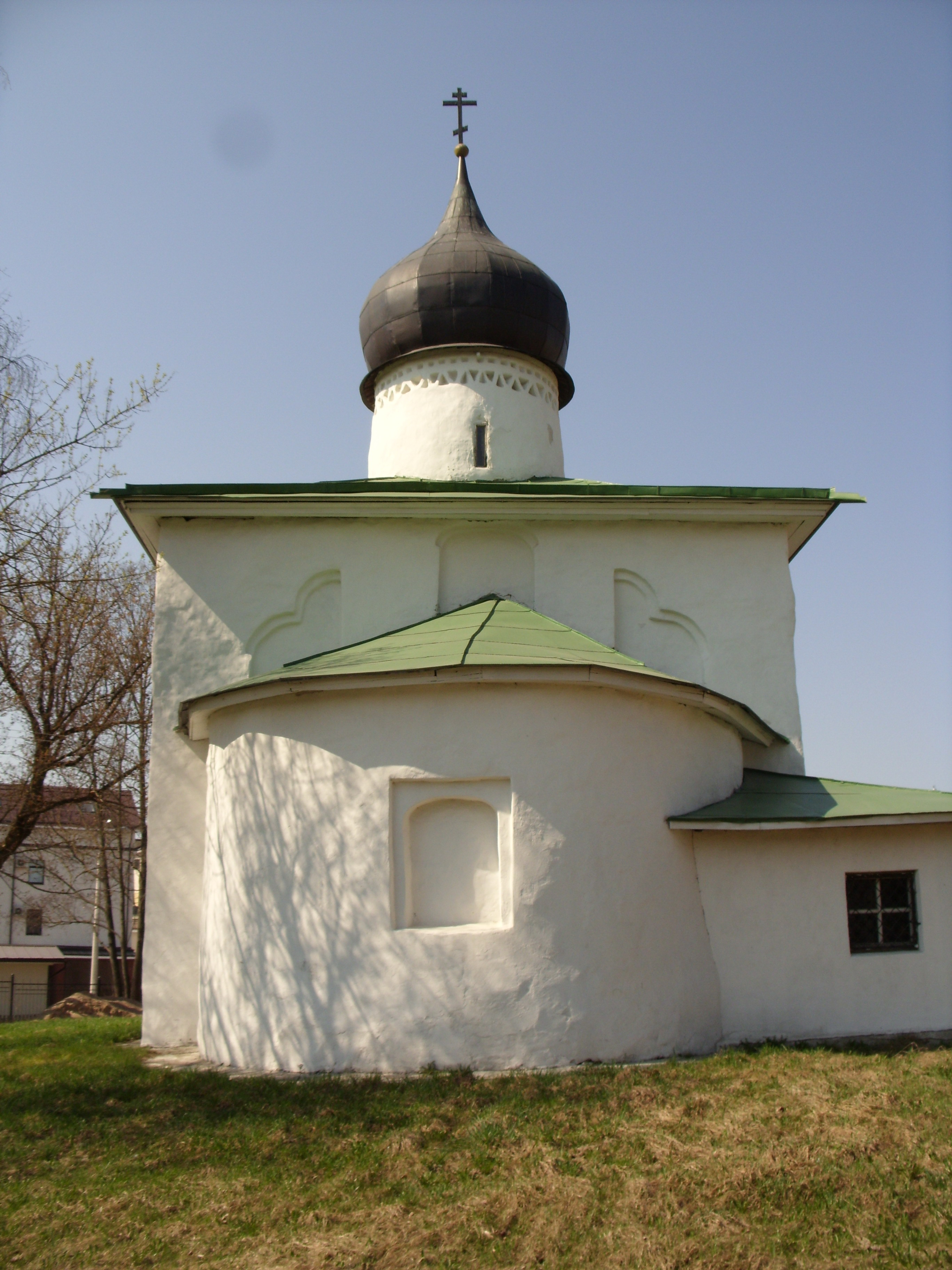